# Verbond van veenmos en snavelbies
Het verbond van veenmos en snavelbies (Rhynchosporion) is een verbond uit de orde van hoogveenslenken (Scheuchzerietalia).

## Naamgeving en codering
| Rhynchosporion albae W.Koch 1926               |
| Scheuchzerio-Rhynchosporion albae Duvign. 1949 |

- Syntaxoncode voor Nederland (rVvN): r10Aa

De wetenschappelijke naam Rhynchosporion is afgeleid van de botanische naam van witte snavelbies (Rhynchospora alba).

## Associaties in Nederland en Vlaanderen

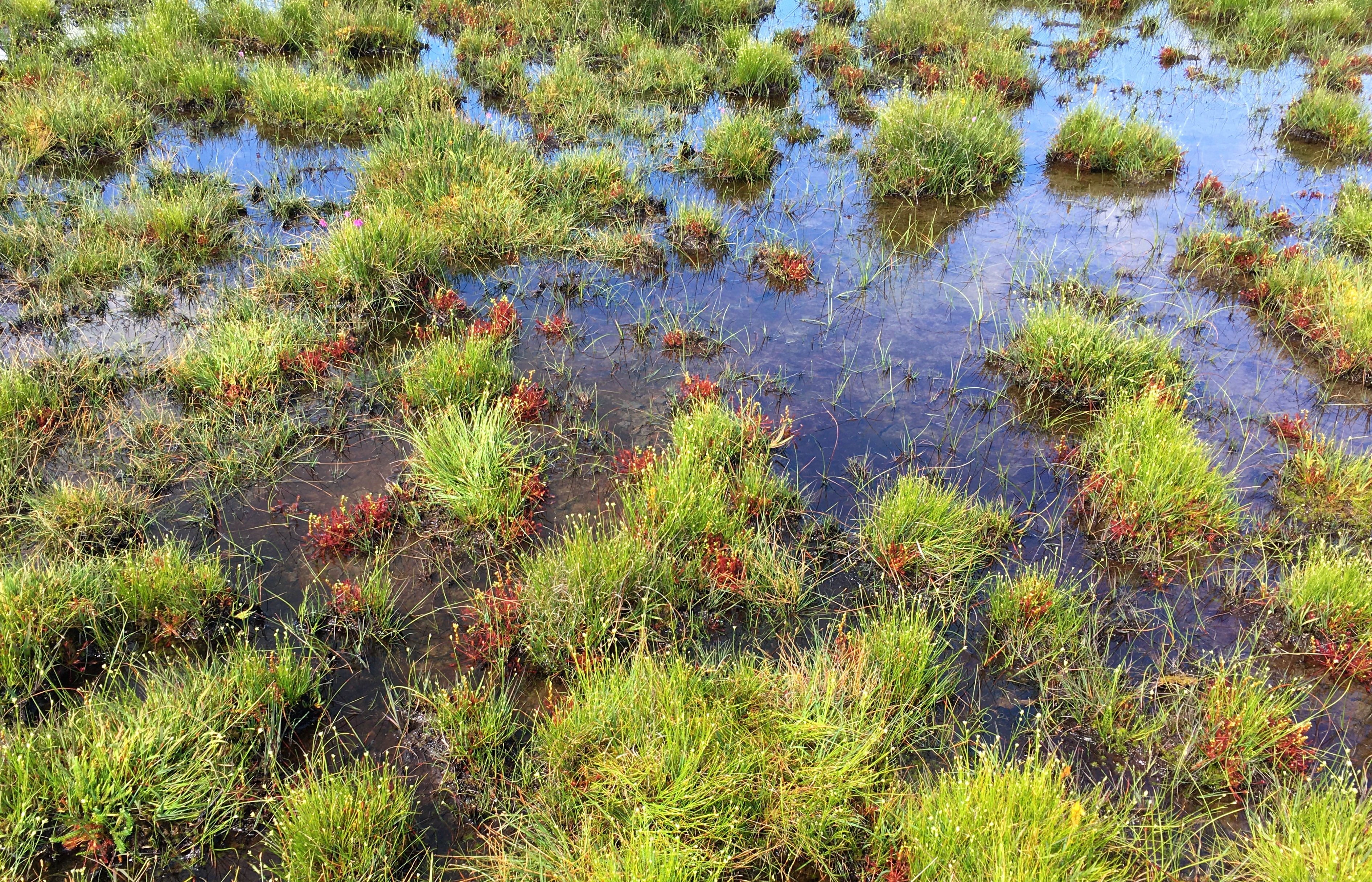
Pionierfase van de associatie van veenmos en snavelbies in een natte hoogveenslenk.

Het verbond van veenmos en snavelbies wordt in Nederland en Vlaanderen vertegenwoordigd door drie onderliggende associaties.
- - waterveenmos-associatie (Sphagnetum cuspidato-obesi)
  - associatie van veenmos en snavelbies (Sphagno-Rhynchosporetum)
  - veenbloembies-associatie (Caricetum limosae)